# بوهثريك (كورنوال)
بوهثريك (بالإنجليزية: Bohetherick)‏ هي قرية تقع في المملكة المتحدة في كورنوال.